# Gary Wheeler

a Compétitions nationales et continentales officielles uniquement.

Gary Wheeler, né le 30 septembre 1989 à St Helens (Merseyside), est un joueur de rugby à XIII anglais évoluant au poste de centre, ailier ou de demi d'ouverture dans les années 2000 et 2010. Après des sélections en équipe d'Angleterre des moins de quinze et seize ans, il fait ses débuts professionnels en 2008 avec St Helens RLFC, club qu'il quitte pour rejoindre les Warrington Wolves dès 2015. 